# Эриксен, Йоханнес
Йоханнес Торвальд Эриксен (дат. Johannes Thorvald Eriksen; 12 июня 1889, Фредериксберг , Дания — 25 июня 1963, Фредериксберг , Дания) — датский борец греко-римского стиля, бронзовый призёр Олимпийских игр.  

## Биография
На Летних Олимпийских играх 1908 года в Лондоне боролся в весовой категории до 73 килограммов (средний вес). Схватка по регламенту турнира продолжалась 20 минут. Победителем признавался спортсмен, сумевший тушировать соперника или по очкам. В среднем весе борьбу за медали вели 21 спортсмен. Турнир проводился по системе с выбыванием. Йоханесс Эриксен в четвертьфинале проиграл будущему серебряному призёру Маурицу Андерссону из Швеции и выбыл из турнира.   
| Выступление на Олимпийских играх 1908 года | Выступление на Олимпийских играх 1908 года | Выступление на Олимпийских играх 1908 года | Выступление на Олимпийских играх 1908 года | Выступление на Олимпийских играх 1908 года | Выступление на Олимпийских играх 1908 года | Выступление на Олимпийских играх 1908 года |
| Круг                                       | Соперник                                   | Страна                                     | Результат                                  | Баллы                                      | Всего баллов                               | Время схватки                              |
| ------------------------------------------ | ------------------------------------------ | ------------------------------------------ | ------------------------------------------ | ------------------------------------------ | ------------------------------------------ | ------------------------------------------ |
| 1                                          |                                            |                                            |                                            |                                            |                                            |                                            |
| 2                                          | Эдгар Бэкон                                | Великобритания                             | Победа Туше                                |                                            |                                            | 9:30                                       |
| ¼                                          | Мауриц Андерссон                           | Швеция                                     | Поражение Туше                             |                                            |                                            | 6:22                                       |

На Летних Олимпийских играх 1912 года в Стокгольме боролся в весовой категории до 82,5 килограммов (средний вес «B»). Схватка по регламенту турнира продолжалась 30 минут, по окончании 30-минутного раунда судьи могли назначить ещё 30-минутный раунд и так далее, без ограничения количества дополнительных раундов. Победителем признавался спортсмен, сумевший тушировать соперника или по решению судей; также оба соперника могли быть объявлены проигравшими ввиду пассивного ведения борьбы. В среднем весе «B» борьбу за медали вели 29 спортсменов. Турнир проводился по системе с выбыванием после двух поражений; оставшиеся борцы разыгрывали медали между собой, без зачёта предварительных встреч. 
Проиграв в первой встрече, Эриксен без особых затруднений расправился с тремя соперниками, но в пятой схватке уступил по результату почти получасовой борьбы и выбыл из турнира. 
| Выступление на Олимпийских играх 1912 года | Выступление на Олимпийских играх 1912 года | Выступление на Олимпийских играх 1912 года | Выступление на Олимпийских играх 1912 года | Выступление на Олимпийских играх 1912 года | Выступление на Олимпийских играх 1912 года | Выступление на Олимпийских играх 1912 года |
| Круг                                       | Соперник                                   | Страна                                     | Результат                                  | Баллы                                      | Всего баллов                               | Время схватки                              |
| ------------------------------------------ | ------------------------------------------ | ------------------------------------------ | ------------------------------------------ | ------------------------------------------ | ------------------------------------------ | ------------------------------------------ |
| 1                                          | Оскар Виклунд                              | Финляндия                                  | Поражение Туше                             |                                            |                                            | 11:00                                      |
| 2                                          | Рагнар Фогельмарк                          | Швеция                                     | Победа Туше                                |                                            |                                            | 5:30                                       |
| 3                                          | Юсси Салила                                | Финляндия                                  | Победа Туше                                |                                            |                                            | 10:00                                      |
| 4                                          | Петер Олер                                 | Германия                                   | Победа Туше                                |                                            |                                            | 7:00                                       |
| 5                                          | Аугуст Райала                              | Финляндия                                  | Поражение Туше                             |                                            |                                            | 29:30                                      |

На Летних Олимпийских играх 1920 года в Антверпене боролся в весовой категории до 82,5 килограммов (полутяжёлый вес).Схватка по регламенту турнира продолжалась два раунда по 10 минут, и если никто из борцов в течение этих раундов не тушировал соперника, назначался дополнительный раунд, продолжительностью 20 минут, и после него (или во время него) победа присуждалась по решению судей. В отдельных случаях для выявления победителя мог быть назначен ещё один дополнительный раунд, продолжительностью 10 минут. Однако после первого дня соревнований организаторы пришли к выводу, что при такой системе они не успеют провести соревнования, и время схватки сократили до одного 10-минутного раунда, в котором победить можно было только на туше и 15-минутного дополнительного раунда, после которого победа отдавалась по решению судей. В полутяжёлом весе борьбу за медали вели 18 спортсменов. Турнир проводился по системе с выбыванием после поражения; выигравшие во всех схватках проводили свой турнир за первое место, проигравшие чемпиону разыгрывали в своём турнире второе место, проигравшие проигравшим чемпиону разыгрывали в своём турнире третье место. 
Йоханнес Эриксен во второй встрече был побеждён будущим чемпионом Класом Юханссоном и перешёл в турнир борцов за второе место. В этом турнире победил в полуфинале, но в схватке за «серебро» проиграл. Схватка за третье место с Акселем Тетенсом по каким-то причинам не состоялась и Эриксену была вручена бронзовая медаль.  
| Выступление на Олимпийских играх 1920 года | Выступление на Олимпийских играх 1920 года | Выступление на Олимпийских играх 1920 года | Выступление на Олимпийских играх 1920 года | Выступление на Олимпийских играх 1920 года | Выступление на Олимпийских играх 1920 года | Выступление на Олимпийских играх 1920 года |
| Круг                                       | Соперник                                   | Страна                                     | Результат                                  | Баллы                                      | Всего баллов                               | Время схватки                              |
| ------------------------------------------ | ------------------------------------------ | ------------------------------------------ | ------------------------------------------ | ------------------------------------------ | ------------------------------------------ | ------------------------------------------ |
| 2                                          | Нэт Пендлетон                              | Соединённые Штаты Америки                  | Победа Дисквалификация соперника           |                                            |                                            | 18:03                                      |
| ¼                                          | Клас Юханссон                              | Швеция                                     | Поражение Туше                             |                                            |                                            | 6:39                                       |
| ½ за второе место                          | Ян Синт                                    | Нидерланды                                 | Победа Туше                                |                                            |                                            | 27:19                                      |
| За второе место                            | Эдиль Розенквист                           | Финляндия                                  | Поражение Туше                             |                                            |                                            | 1:30                                       |
| За третье место                            |                                            |                                            |                                            |                                            |                                            | 0:00                                       |

Умер в 1963 году на родине. 